# Cobubatha quadrifera
Cobubatha quadrifera är en fjärilsart som beskrevs av Philipp Christoph Zeller 1874. Cobubatha quadrifera ingår i släktet Cobubatha och familjen nattflyn. Inga underarter finns listade i Catalogue of Life.